# Miomoptera
Miomoptera – wymarły rząd owadów nowoskrzydłych. Znane są z zapisu kopalnego od środkowej części karbonu do środkowej części jury.
Owady te osiągały w większości niewielkie rozmiary. Miały grube, złożone z 15–20 członów czułki, czteroczłonowe stopy i krótkie przysadki odwłokowe. Aparat gębowy prawdopodobnie był wyposażony w żuwaczki. Większość gatunków znana jest tylko z odcisków skrzydeł. Występowały one w dwóch parach o podobnym kształcie i użyłkowaniu.
Budowa ciała owadów dorosłych sugeruje, że zasiedlały otwarte przestrzenie i nie prowadziły skrytego trybu życia. Ich pożywieniem były prawdopodobnie szyszki roślin nagonasiennych. Larwy mogły się żywić pyłkiem wyjadanym z szyszek o czym świadczy znalezienie śladów tegoż w odcisku ich jelita.

## Taksonomia
Na określenie rzędu używa się nazwy Miomoptera, wprowadzonej w 1928 roku przez Andrieja Martynowa lub Palaeomanteida, wprowadzonej w 1906 roku przez Antona Handlirscha. Systematyka rzędu jak i jego pozycja wśród owadów pozostają niejasne. Początkowo uznawano je za spokrewnione z widelnicami. W 1977 Rohdendorf przeniósł je z Polyneoptera do skrytoskrzydłych. Niektórzy autorzy, np. Rasnicyn w 1980, rozważali je jako przodków błonkówek. Większość autorów współczesnych uznaje je za parafiletyczną grupę obejmującą przodków skrytoskrzydłych lub Paraneoptera. Według Grimaldiego i Engela mogą być one spokrewnione z Condylognatha lub psotnikami.
Spośród wielu umieszczanych w Miomoptera przez różnych autorów rodzin, część została przeniesiona do Polyneoptera lub mają pozycję incertae sedis w obrębie nowoskrzydłych. Nowokszonow i Żużugowa zliczali to w 2004 roku 3 rodziny:
- Palaeomanteidae Handlirsch, 1906
- Permosialidae Martynov, 1928
- Palaeomantiscidae Rasnitsyn

W 2005 Grimaldi i Engel wymieniali wśród nich także Metropatoridae Handlirsch, 1906. Później Aristow i Rasnicyn przenieśli tu z rzędu świerszczokaraczanów rodzinę Permembiidae Tillyard 1937.